# Prime
Прайм, Перший канал — Молдова — канал, що ретранслює передачі російського Першого каналу. Деякі ретрансльовані передачі і художні фільми субтитруються румунською мовою.
Багато передач місцевого виробництва: Прогноз погоди, Кулінарний суфлер, і т. д. У 2008 році канал став ексклюзивним віщателем всіх матчів Чемпіонату Європи з футболу (EURO-2008) на території Республіки Молдова. Телеканал є організатором першого в Молдові реаліті-шоу «Фабрика зірок».
З літа 2008 року запустив власну новинну передачу — EVENIMENTUL. Третя республіканська телевізійна мережа. Мовлення виробляє державне підприємство Радіокомунікаціі. Покриття каналу — 92-95 % території країни. Канал присутній в пакетах супутникового оператора Focus Sat Moldova.